# Rodolfo Carreras
Rodolfo Carreras ist ein ehemaliger uruguayischer Fußballspieler.

## Karriere

### Verein
Mittelfeldakteur Carreras spielte auf Vereinsebene mindestens 1935 und 1937 für Central in der Primera División. Sein Klub belegte in diesen beiden Spielzeiten den achten bzw. sechsten Tabellenplatz.

### Nationalmannschaft
Carreras war Mitglied der A-Nationalmannschaft Uruguays, für die er zwischen dem 18. Juli 1935 und dem 10. Oktober 1937 sechs Länderspiele absolvierte. Ein Länderspieltor erzielte er nicht. Er gehörte dem Aufgebot Uruguays bei der Südamerikameisterschaft 1937 an. Zudem nahm er mit Uruguay 1935 an der Copa Hector Gomez sowie der Copa Juan Mignaburu und 1937 an der Copa Lipton teil.